# Пољани (Грубишно Поље)
Пољани су насељено мјесто у саставу града Грубишног Поља, у Бјеловарско-билогорској жупанији, Република Хрватска.

## Географија
Пољани се налазе око 2 км јужно од Грубишног Поља.

## Становништво
Према попису становништва из 2011. године, насеље Пољани је имало 261 становника.
| Демографија | Демографија | Демографија |
| Година      | Становника  | Становника  |
| ----------- | ----------- | ----------- |
| 1961.       | 444         |             |
| 1971.       | 397         |             |
| 1981.       | 361         |             |
| 1991.       | 337         |             |
| 2001.       | 319         |             |
| 2011.       |             | 261         |

## Попис1991.
На попису становништва 1991. године, насељено место Пољани је имало 337 становника, следећег националног састава:
| Попис 1991.‍  | Попис 1991.‍  | Попис 1991.‍ | Попис 1991.‍ | Попис 1991.‍ |
| ------------ | ------------ | ----------- | ----------- | ----------- |
|              |              |             |             |             |
| Хрвати       | Хрвати       |             | 169         | 50,14%      |
| Чеси         | Чеси         |             | 100         | 29,67%      |
| Мађари       | Мађари       |             | 29          | 8,60%       |
| Срби         | Срби         |             | 15          | 4,45%       |
| Југословени  | Југословени  |             | 8           | 2,37%       |
| Италијани    | Италијани    |             | 1           | 0,29%       |
| Словенци     | Словенци     |             | 1           | 0,29%       |
| неопредељени | неопредељени |             | 9           | 2,67%       |
| непознато    | непознато    |             | 5           | 1,48%       |
| укупно: 337  |              |             |             |             |